# Ferdinando Vicari
Ferdinando Vicari (Taurianova, 26 settembre 1973) è un ex mezzofondista italiano.
Ha vestito la maglia del Gruppo Sportivo Forestale fino al 2007, guadagnando 5 presenze nella nazionale italiana assoluta sulla distanza dei 3000 metri e vestendo sette volte la maglia della nazionale giovanile.